# Operation Goodwood
Operation Goodwood var et angreb, som blev iværksat den 18. juli 1944 under Operation Overlord i 2. Verdenskrig. Angrebet blev gennemført af den britiske hær øst for byen Caen i Normandiet. 8. britiske korps anførte angrebet med tre panserdivisioner støttet af 1. korps på den østlige flanke og 2. canadiske korps på den vestlige. Canadierne gennemførte samtidig deres eget angreb med kodenavnet Operation Atlantic for at erobre resten af Caen.
Da Operation Goodwood sluttede den 20. juli, var panserdivisionerne brudt gennem de forreste tyske linjer og var trængt 11 km frem, inden de blev stoppet ved Bourguébus-højderyggen, selv om panservogne var nået længere frem og over højderyggen længere sydpå.
Siden juli 1944 har der været en kontrovers om formålet med operationen: om det var et begrænset angreb for at sikre Caen og fastholde tyske enheder i den østlige del af brohovedet i Normandiet og dermed forhindre dem i at gribe ind overfor det amerikanske udbrud i Operation Cobra, eller om det var en fejlslagent forsøg på at bryde ud af brohovedet?
Flere historikere har betegnet operationen som det største kampvognsslag den britiske hær nogensinde har udkæmpet.

## Baggrund
Den historiske by Caen i Normandiet var et af målene på D-dagen for den britiske 3. infanteridivision, som blev landsat på Sword Beach den 6. juni 1944. Erobringen af Caen var et ambitiøst mål, men er af historikeren L. F. Ellis beskrevet som det vigtigste mål på D-dagen for generalløjtnant John Crockers 1. Korps. Operation Overlord planlagde, at 2. armé skulle sikre sig byen og derpå danne en frontlinje fra Caumont-l'Éventé til sydøst for Caen for at sikre sig flyvepladser og beskytte den venstre flanke af den 1. amerikanske armé, mens den rykkede frem mod Cherbourg. Besiddelsen af Caen og omegn ville give 2. armé et passende opmarchområde til et fremstød sydpå mod Falaise, som i sig selv kunne anvendes som omdrejningspunkt for en drejning mod Argentan og derpå mod Touques-floden. Terrænet mellem Caen og Vimont var særligt lovende, da det var åbent, tørt og velegnet til hurtige offensive operationer. Da de Allierede havde langt flere kampvogne og mobile enheder end tyskerne, ville et skifte til et mere flydende slag være til deres fordel.
Da invasionsstranden var overfyldt af mandskab og udstyr, blev indsættelsen af panserstyrker forsinket, og en del af dem måtte afgives til angreb på stærke tyske stillinger langs den 17 km lange vej mod Caen. Derfor kunne 3. panserdivision ikke angribe Caen på D-dag og blev stoppet i byens udkant. Senere angreb mislykkedes, da den tyske modstand voksede i styrke. I Operation Pinch opgav man et direkte angreb og forsøgte et knibtangsangreb, som omfattede 1. korps og 30. korps. Det blev indledt den 7. juni med det formål at omringe Caen fra øst og vest. 1. Korps angreb mod syd fra det område, som 6. luftbårne division havde erobret på D-dag. Det blev stoppet af den tyske 21. panzerdivision, og angrebet med 30. korps gik i stå foran Tilly-sur-Seulles, vest for Caen pga. kraftig modstand fra Panzer Lehr-divisionen. I et forsøg på at tvinge Panzer Lehr til at trække sig tilbage eller overgive sig, og for at holde operationerne flydende, trængte den britiske 7. panserdivision ind i et nyt hul i den tyske front og forsøgte at erobre byen Villers-Bocage. Det resulterende daglange slag ved Villers-Bocage endte med at 7. panserdivision trak sig tilbage fra byen, men den 17. juni var Panzer Lehr blevet trængt tilbage og 30. korps havde erobret Tilly-sur-Seulles. Et nyt angreb fra 7. panserdivision blev aldrig til noget og yderligere offensiver blev opgivet, da Den engelske kanal den 19. juni blev ramt af en alvorlig storm, som varede i tre dage og i alvorlig grad forsinkede den allierede opmarch. De fleste konvojer af landgangsbåde og skibe, som allerede var undervejs, blev tvunget tilbage til britiske havne. Pramme på slæb og 3 km pontonveje til Mulberry-havnene gik tabt og 800 fartøjer lå strandede på Normandiets kyst til den næste springflod i juli.
Efter stormen blev det næste store angreb igangsat. Under kodenavnet Operation Epsom var det meningen, af 8. korps skulle rykke frem og erobre højlandet ved Bretteville-sur-Laize for at omringe Caen. 8. Korps skulle angribe vest for Caen og trænge sydpå over Odon-floden og Orne-floden. Inden angrebet blev Operation Martlet, som skulle sikre 8. korps' flanke ved at erobre højlandet til højre for deres fremrykning, startet. Selv om det lykkedes tyskerne at stoppe offensiven, måtte de indsætte alle deres til rådighed stående styrker, herunder 2 panzerdivisioner, som netop var ankommet til Normandiet, og som var øremærkede til en planlagt offensiv mod britiske og amerikanske stillinger omkring Bayeux. Adskillige dage senere indledte 2. armé en ny offensiv under kodenavnet Operation Charnwood med henblik på at erobre Caen. Som forløber for Charnwood blev der gennemført et forsinket angreb på Carpiquet under kodenavnet Operation Windsor. Ved et frontalt angreb blev den nordlige del af byen indtaget, men tyske tropper holdt stadig den sydlige del af byen syd for Orne-floden, herunder stålværket ved Colombelles, som var en fremragende observationspost for artilleriet.

## Planlægning og forberedelse

### Allieret planlægning og forberedelse
Den 10. juli holdt general Bernard Montgomery, chefen for de allieredes landstyrker i Normandiet, et møde med generalløjtnanterne Miles Dempsey og Omar Bradley, som henholdsvis havde kommandoen over 2. britiske og 1. amerikanske armé, i sit hovedkvarter for at diskutere de næste angreb, der skulle igangsættes af 21. armégruppe efter afslutningen af operation Charnwood og 1. armés indledende udbrudsoffensiv. Montgomery godkendte Operation Cobra, et stort udbrudsforsøg, som skulle gennemføres af 1. armé den 18. juli og gav Dempsey ordre til at "fortsæt med at slå til, træk den tyske styrke til dig, især de tyske kampvogne, så vejen bliver banet for Brad[ley]".
I begyndelsen af juli meddelte de allierede styrkers generaladjudant Ronald Adam Montgomery, at der var knaphed på infanteri og at der ikke kunne sendes tilstrækkelige forstærkninger til Frankrig. Denne knaphed fik Dempsey til at overtale Montgomery til at iværksætte et angreb, som udelukkende bestod af panserdivisioner, en operation som var i strid med Montgomerys politik om aldrig at anvende en sådan styrke; da Dempsey kunne tåle at miste kampvogne, men ikke infanteri. I midten af juli havde 2. armé 2250 middeltunge kampvogne og 400 lette kampvogne i brohovedet, hvoraf de 500 var i reserve for at kunne erstatte tab, i tre panserdivisioner  foruden syv uafhængige panserbrigader.
Klokken 10 den 13. juli mødtes Dempsey med tre af sine fem korpschefer  for at diskutere det kommende angreb. Senere samme dag blev den første ordre om Operation Goodwood udstedt. Dette dokument indeholdt imidlertid kun foreløbige instruktioner og var en generel beskrivelse af operationen. Den blev udsendt for at muliggøre den nødvendige detailplanlægning, og ændringer måtte påregnes. Den blev også afleveret i Storbritannien for at anfordre den nødvendige grad af luftstøtte til operationen. Grundridset for planen gik ud på at 8. korps med tre panserdivisioner, skulle angribe mod syd fra Orne-brohovedet. 11. panserdivision skulle rykke mod sydvest over Bourguébus-højderyggen og Caen-Falaise vejen i retning af Bretteville-sur-Laize, Guards panserdivision skulle rykke mod sydøst for at erobre Vimont og Argences og 7. panserdivision, som var den sidste, der skulle gå i aktion skulle støde frem til Falaise. 3. infanteridivision og dele af 51. infanteridivision skulle sikre 8. korps østlige flanke ved at erobre området omkring Émiéville, Touffréville og Troarn. 2. canadiske korps skulle indlede et angreb med kodenavnet Operation Atlantic på den vestlige flanke af 8. korps for at befri den del af Caen, som lå syd for Orne-floden. De to operationer var planlagt til at begyndte den 18. juli, to dage inden den planlagte start på Operation Cobra.
Et angreb ud af Orne-brohovedet havde været foreslået i midten af juni og skulle være gennemført af det netop ankomne 8. korps for at omgå fronten ved Caen østfra. Operationen havde fået kodenavnet Operation Dreadnought, men blev aflyst da Dempsey og O'Connor gav pessimistiske vurderinger til Montgomery af vanskelighederne i en sådan operation. 
Den detaljerede planlægning begyndte fredag den 14. juli. Men den 15. juli udstedte Montgomery en skriftlig ordre til Dempsey om at gøre operationen knap så ambitiøs. Disse ordrer ændrede operationen fra at være et "dybt gennembrud" til et "begrænset angreb".  Det blev antaget at tyskerne for ikke at risikere et gennembrud med koncentrerede panserstyrker ville blive tvunget til at indsætte deres reserver for at imødegå angrebet. Formålet med operationen var nu "at mødes med de tyske kampvogne i slag og "nedskrive" dem i en grad, så de ikke længere havde værdi for tyskerne" og samtidig forbedre 2. armés stilling. Ordrerne sagde, at "en sejr på den østlige flanke vil hjælpe os til at opnå det vi ønsker på den vestlige flanke" men advarede om at operationerne ikke måtte bringe 2. armés stilling i fare, da det var den faste bastion, som var nødvendig for at de amerikanske operationer kunne lykkes. Målene for de tre panserdivisioner blev også begrænset. De skulle kun "dominere området Bourguébus-Vimont-Bretteville" selv om "panservogne skulle trænge langt mod syd mod Falaise og sprede uro og modløshed". 8. Korps mål var ændret fra et dybt stød mod Falaise til et begrænset fremstød sydvest for Caen. Det blev understreget, at 2. canadiske korps mål nu var af afgørende betydning, og først når de var nået ville 8. korps "slå til" som situationen måtte kræve det.
8. Korps bestod af 61.808 mand og 759 kampvogne. 11. panserdivision fik opgaven med at lede fremrykningen og fik til opgave at afskærme Cagny og erobre Bras, Hubert-Folie, Verrières og Fontenay-le-Marmion. Panserbrigaden skulle omgå hovedparten af de tyskbesatte landsbyer og efterlade dem til de følgende enheder. Divisionens infanteribrigade, 159. infanteribrigade, skulle i starten fungere uafhængigt af resten af divisionen og erobre Cuverville og Démouville. Guards panserdivision, som rykkede frem efter 11. panserdivision, skulle erobre Cagny og Vimont. 7. panserdivision, som angreb sidst skulle rykke sydpå forbi højderyggen ved Garcelles-Secqueville. Yderligere fremstød med panserdivisionerne skulle kun gennemføres efter ordre fra Dempsey. Ordrerne til 2. canadiske korps blev udstedt den følgende dag. Korpset skulle befri Colombelles og den resterende del af Caen. Efter erobringen af disse områder skulle korpset forberede erobringen af Verrières-højderyggen. I tilfælde af at den tyske front brød sammen under disse angreb ville der komme ordre om en dybere fremrykning.
2. armés efterretningstjeneste havde fået et godt billede af den modstand Operation Goodwood kunne forvente at møde, selv om stillingerne på den anden side af de første landsbyer fortrinsvis måtte basere sig på upræcis luftrekognoscering, de tyske forsvarsstillinger mentes at bestå af to bælter, der var op til 6½ km dybe. De var klar over, at den tyske hær forventede et stort britisk angreb ud af Orne-brohovedet og forventede i starten af møde modstand fra 16. Luftwaffe Feltdivision støttet af 25. SS-panzergrenadierregiment fra 12. SS-panzerdivision. Aflytning af signaltrafikken havde vist, at 12. SS-panzerdivision var lagt i reserve, men vidste ikke i starten, at 25. panzergrenadierregiment også var trukket tilbage i reserve, en fejl der blev rettet inden 18. juli. Kampgrupper fra 21. panzerdivision med omkring 50 Panzer IV-kampvogne og 34 stk. stormartilleri forventedes at ligge ved Route nationale 13. 1. SS-panzerdivision var identificeret som liggende i reserve med 40 Panther og 60 Panzer IV-kampvogne. To tunge kampvognsbataljoner med Tiger-kampvogne forventedes, men begge bataljoner var fejlagtigt blevet placeret sammen med 1. SS-panzerkorps. Flytningen af disse bataljoner, som var blevet tilknyttet 21. panzerdivision, var ikke opdaget. Den tyske kampvognsstyrke blev beregnet til at være på 230 kampvogne. Det tyske artilleri blev vurderet til at bestå af 300 feltkanoner og panserværnskanoner. 2. armé troede at 90 af disse kanoner var i centrum af kampzonen, 40 på flankerne og 20 kanoner placeret som forsvar af Caen-Vimont-jernbanen. Kanonlinjen på Bourguébus-højdedraget var blevet identificeret, men styrken og placeringerne var ikke kendt.
2. Armé indledte en afledningsmanøvre for at dække over operationen , som omfattede angreb fra 12. korps. Flytningen af tre panserdivisioner til deres samlingsområder vest for Orne blev gennemført om natten uden brug af radioer og blev dækket af artilleriild. Om dagen blev der gjort alt for at skjule panserdivisionernes stillinger.
Offensiven skulle støttes med 760 kanoner, som afskød 297.600 granater. Inden angrebet skulle artilleriet undertrykke tyske panserværns-, antiluftskyts-  og feltartilleribatterier.
Under det indledende angreb skulle artilleriet skabe en rullende spærreild for 11. panserdivision og støtte angrebene fra 3. infanteridivision og 2. canadiske infanteridivision. Yderligere artillerienheder skulle være klar til at beskyde mål efter anmodning.
Det indledende artilleribombardement blev forstærket af 2077 tunge og mellemtunge bombefly fra RAF og USAAF i tre bølger.  Luftangrebet blev det største, som blev gennemført som direkte støtte for et angreb på jorden. Et planlagt 2. angreb med tunge bombefly i løbet af eftermiddagen til støtte for fremrykningen på førstedagen for at støtte fremrykningen mod Bourguébus-højderyggen blev afslået af Dempsey, som mente, at hvis operationen skulle lykkes kunne hans kampvogne ikke vente på et 2. angreb og skulle være nået frem til højdedraget om eftermiddagen. Fart var en essentiel del af Goodwood-planen. Det blevet håbet, at luftbombardementet ville give 11. panserdivision tilstrækkelig tid til at sikre sig Bourguébus-højderyggen. Nærstøtte i luften ville blive leveret af No. 83 Group RAF. Luftvåbenet fik til opgave at neutraliserede de tyske stillinger på flankerne af 8. korps' forventede fremrykning, støttepunkter såsom landsbyen Cagny og tyske kanon- og reservestillinger samt gribe ind overfor troppebevægelser. Hver brigadehovedkvarter i 8. korps fik tildelt en Forward Air Control post, som skulle hjælpe med at koordinere luftstøtten under hele operationen. Yderligere støtte blev leveret fra tre skibe fra Royal Navy,, som fik til opgave at angribe kanonbatterier nær kysten i nærheden af Cabourg og Franceville.
Ingeniørtropperne i 2. armé, 1. og 8. korps foruden divisionernes ingeniører blev sat i arbejde mellem den 13. juli og aftenen den 16. juli med at bygge 6 nye veje fra vest for Orne-floden til startlinjerne øst for floden og kanalen. Ingeniører fra 1. Korps fik også ordre til at bygge to nye broer over Orne-floden og Caen-kanalen samt til at forstærke de eksisterende broer inden angrebet. 1. Korps' ingeniører fik også ordre til at bygge yderligere to sæt broer mellem starten af slaget og første dags afslutning. 2. canadiske korps planlagde at bygge op til tre broer over Orne så snart muligheden opstod, så 1. og 8. Korps havde eneret til broerne over floden og kanalen nord for byen.
Ingeniørsoldater fra 51. infanteridivision blev sammen med en lille gruppe fra 3. infanteridivision beordret til at lave åbninger i minefeltet foran 51. divisions front. De nåede at lave 14 passager og afmærke dem i løbet af natten mellem 16. og 17. juli  og om morgenen den 18. juli var der nitten 12 meter brede passager. De gjorde det muligt for et panserregiment at passere ad gangen.
11. panserdivisions infanteribrigade med divisionens og 29. panserbrigades hovedkvarter krydsede over til Orne-brohovedet i løbet af natten mellem den 16. og 17. juli, resten af divisionen fulgte efter næste nat. Guards og 7. panserdivision blev holdt vest for floden, indtil operationen begyndte.
Da de sidste elementer af 11. panserdivision rykkede på plads blev der sprængt yderligere åbninger i minefelterne mens de forreste områder blev udstyret med skilte og ruterne markeret med hvide strimler samtidig med at 8. korps hovedkvarter flyttede til Bény-sur-Mer.

### Tysk planlægning for forberedelse
Den 15. juli advarede den tyske militære efterretningstjeneste Panzergruppe West om, at et britisk angreb ud af Orne-brohovedet var sandsynligt fra 17. juli med det mål at støde mod sydøst i retning af Paris.
Tyskerne anså Caen-området for at være omdrejningspunkter for deres forsvar i Normandiet og var indstillet på at holde en bue af terræn fra Den engelske Kanal til den vestlige bred af Orne-floden. Den grundlæggende form, som det tyske forsvar skulle have blev ikke afgjort af Rommel, men af general Heinrich Eberbach, den øverstkommanderende for Panzergruppe West, og detaljerne blev fastlagt af hans to korpschefer og de seks divisionschefer. Forsvaret blev organiseret i fire defensive linjer som havde en betydelig dybde på mindst 16 km. Som led i forsvaret blev landsbyer befæstet med panserværnskanoner, som blev placeret langs de sydlige og østlige sider af det åbne terræn, som 2. armé skulle angribe. En egenskab ved dette forsvar var, at ingen minefelter blev udlagt bag frontlinjen eller mellem forsvarslinjerne, så de tyske kampvogne ikke blev begrænset i deres bevægelsesfrihed.
Den 16. juli overfløj adskillige rekognosceringsfly de britiske stillinger, men blev drevet væk af antiluftskytsild. Om aftenen den 16. – 17. juli tog rekognosceringsfly, som kastede lysblus, billeder, som viste den ensrettede trafik over Orne-floden. Sent d. 16. juli blev et britisk Spitfire-rekognosceringsfly, som tog billeder af tyske stillinger, skudt ned over tysk område. Briterne forsøgte med artilleri og jagere at ødelægge det nedstyrtede fly, men forgæves.
81. Korps, som var kraftigt forstærket med artilleri, holdt fronten overfor de britiske styrker. Dens 346. infanteridivision var gravet ned fra kysten til nord for Touffreville. Herfra og til Colombelles holdt den udmarvede 16. Luftwaffe infanteridivision linjen. Kampgruppe von Luck, en kampgruppe bestående af 21. panzerdivisions 125. panzergrenadierregiment, lå bag disse fronter med omkring 30 stykker stormartilleri. Resten af divisionen var forstærket med 503. tunge kampvognsbataljon, som havde 10 Königstiger, lå nordøst for Cagny så den kunne støtte Hans von Lucks styrke og fungere som reserve.
Divisionens pansergrenaderer med trukne panserværnskanoner og stormartilleri skulle grave sig ned i landsbyerne på Caen-sletten. 21. panzerdivisions opklarings- og ingeniørbataljoner var placeret på Bourguébus-højderyggen for at beskytte korpsets artilleri, som bestod af omkring 48 feltkanoner og middeltungt artilleri og et tilsvarende antal Nebelwerfer. 86. korps havde 194 kanoner og 272 Nebelwerfer til rådighed. Korpset havde også 78 88 mm kanoner. Et batteri med fire 88 mm flak-kanoner, fra 2. Flak-Sturmregiment var placeret i Cagny  mens der i landsbyerne langs Bourguébus-højderyggen var en afskærmning bestående af 44 88 mm kanoner fra, 200. panserværnsbataljon Hovedparten af kanonerne var på den anden side af højderyggen og beskyttede Caen-Falaise vejen. Antallet af tyske kanoner bag frontlinjen er anfægtet af Simon Trew som hævder, at der kun var omkring 36 panserværnskanoner i de tilbagetrukne stillinger, herunder højest 8-16 kanoner på selve højderyggen.
Vest for Caen-Falaise vejen lå 1. SS-panzerkorps. Den 14. juli overtog elementer af 272. infanteridivision forsvaret af Vaucelles og afløste 1. SS-panzerdivision, som blev placeret i reserve mellem landsbyen Ifs og Orne-flodens østlige bred. Den følgende dag blev 12. SS-panzerdivision placeret i OKW's reserve for at hvile, og omgrupperes og være i position til at møde et frygtet allieret fremstød mellem Orne og Seinen – efter ordre fra Hitler. Kampgruppe Waldmüller blev flyttet omtrent til Falaise mens Kampgruppe Wünsche blev flyttet til Lisieux, 65 km øst for Caen. Divisionens artilleriregiment og antiluftskytsbataljon blev efterladt for at støtte 272. infanteridivision. Den 17. juli stoppede Eberbach flytningen af Kampgruppe Waldmüller, som var undervejs for at slutte sig til resten af 12. SS-panzerdivision i Lisieux.

## Forberedende operationer
Klokken 1 om natten den 11. juli i kølvandet på Operation Charnwood gennemførte dele af 153. infanteribrigade med støtte fra kampvogne, et angreb mod stålværket i Colombelles. Deres mål var at sikre området, så Royal Engineers kunne ødelægge skorstenene, som tyskerne brugte som observationsposter, hvorefter styrken ville trække sig tilbage. Styrken faldt i et baghold af Tiger-kampvogne kl. 5 og angrebet blev opgivet efter at 9 kampvogne var tabt.
Mens planlægningen og forberedelsen af Goodwood var i gang, gennemførte 2. armé to forberedende operationer. Formålet med dem var ifølge Montgomery, at "inddrage fjenden i uophørlige kampe. Vi må 'nedskrive' hans tropper, og generelt må vi dræbe tyskere". Historikeren Terry Copp har beskrevet det som punktet, hvor felttoget i Normandiet skiftede karakter til et udmattelsesslag, hvor Montgomery gjorde sit bedste for at det var tyskerne som kollapsede først.
Operation Greenline blev iværksat om aftenen den 15. juli af 12. korps. Greenlines mål var at overbevise tyskerne om at det forventede angreb ville blive iværksat vest for Orne-floden fra stillinger holdt af 12. korps. Dette angreb ville fastholde 9. og 10. SS-panzerdivision, der lå overfor 12. korps, så de ikke kunne indsættes imod operation Goodwood eller Operation Cobra. Det britiske angreb, som var støttet af 450 kanoner foruden kampvogne og kunstigt måneskin, begyndte godt, men tysk artilleribeskydning afbrød fremrykningen. Ved daggry havde 12. korps erobret adskillige af sine mål, men havde ikke erobret Høj 112. 9. SS-panzerdivision blev sat ind og ved dagens slutning havde den i det store og hele genskabt frontlinjen om end et modangreb mod Høj 113 mislykkedes. Fornyede angreb fra 12. korps førte ikke til gevinster og om aftenen den 17. juli blev operationen stoppet og den britiske styrke på Høj 113 blev trukket tilbage.
Den 16. juli iværksatte 30. korps operation Pomegranate, der havde til formål at sikre adskillige vigtige landsbyer og deres omegn. På førstedagen erobrede britisk infanteri en nøglestilling og tog 300 fanger. Fremrykningen fortsatte den følgende dag, og det kom til kraftige kampe i udkanten af Noyers-Bocage. Dele af 9. SS-panzerdivision blev indsat i forsvaret af landsbyen. De tyske tropper kunne holde den, men højlandet udenfor landsbyen og landsbyens station kom på britiske hænder.
Disse to operationer kostede 2. armé tab på 3500 og der blev ikke opnået væsentlige gevinster, men operationerne var strategisk set vellykkede ved at 2. panzerdivision og 10. SS-panzerdivision var forblevet ved fronten og 9. SS-panzerdivision var blevet tilkaldt fra korpsets reserver, efter at det var blevet tvunget til at reagere på de trusler som udviklede sig i Odondalen. Disse operationer kostede tyskerne tab på omkring 2000. Terry Copp har skrevet, at disse slag var "et af de blodigste sammenstød i felttoget".
Om eftermiddagen den 17. juli blev en tysk stabsvogn beskudt af en britisk jager nær landsbyen Sainte-Foy-de-Montgommery. En af passagererne var Erwin Rommel, som blev alvorligt såret. Det betød, at Heeresgruppe B ikke havde nogen øverstkommanderende den 18. juli.

## Hovedangrebet

### 18. juli
| Citat                                                        | I 45 minutter var processionen af bombefly uden ophold, og da de var borte, brød tordenen fra kanonerne løs og fyldte luften, da artilleriet fortsatte bombardementet | Citat |
| Chester Wilmots beskrivelse af starten på Operation Goodwood | |       |

Kort før daggry trak infanteriet i den sydlige sektor af Orne-brohovedet sig stille 1 km tilbage mod nord. Klokken 5:45 begyndte det forberedende bombardement. 1056 Handley Page Halifax og Avro Lancaster tunge bombefly, i 900 meters højde nedkastede 4800 tons sprængbomber på Colombelles, stålværket, 21. panzerdivisions stillinger og byen Cagny, hvilket betød at halvdelen af byen blev ødelagt. Klokken 6:40 indledtes artilleribeskydningen og 20 minutter senere nedkastede amerikanske B-26 Marauder-bombefly 563 tons fragmenteringsbomber fra 3-3,9 km højde mod 16. Luftwaffedivision mens jagerbombere angreb støttepunkter og kanonstillinger. Under dette 45 minutter lange bombardement af den 2. bølge af bombefly rykkede 11. panserdivision ud af sit samlingsområde mod startlinjen. Klokken H var kl. 7:45 og på det tidspunkt begyndte artilleriet at lægge spærreild for panserdivisionen. Da fremrykningen begyndte åbnede yderligere artilleriregimenter ild mod Cuverville, Demouville, Giberville, Liberville, Cagny og Émiéville. De tunge kanoner beskød også mål så langt sydpå som Garcelles-Secqueville og Secqueville la Campagne. 15 minutter senere begyndte det sidste bombeangreb, hvor tunge amerikanske bombefly kastede 1340 tons fragmenteringsbomber i Troarnområdet og på hovedkanonlinjen på Bourguébus-højderyggen. Kun i alt 25 bombefly gik tabt som følge af tysk antiluftskyts. Herefter blev operationen støttet af 800 jagerbombere fra No. 83 Group RAF og No. 84 Group RAF. Bombardementet satte midlertidigt 22. panzerregiment og 503. tunge panzerbataljon ud af spillet med skader af vekslende omfang på kampvognene, hvoraf nogle var blevet vendt på hovedet mens andre var ødelagt og 20 kampvogne blev efterladt i bombekratere. Det fleste tyske stillinger ved fronten var blevet ødelagt og de overlevende forsvarere var "fortumlede og forvirrede".
| Citat | Det var et helvede, og jeg er stadig forundret over at jeg overlevede. Jeg var bevidstløs i et stykke tid efter at en bombe var sprunget lige foran min kampvogn og næsten havde begravet mig levende | Citat |
| Freiherr von Rosens beskrivelse af bombardementet, som han overlevede ved at gå i dækning under sin kampvogn. | |       |

Mens mange stillinger blev ødelagt, blev nogle mål overset på grund af støv, tåge. Andre tyske stillinger, som lå på tværs af den britiske fremrykningslinje og var besat med pansergrenaderer og stormartilleri, lå udenfor angrebszonerne og blev sparet. Cagny og Émiéville blev ramt hårdt under bombardementet, men forsvarerne var stort set uskadte og havde tid til at komme sig og forberede sig på at møde angrebet. Begge steder var der frit udsyn til den rute som briterne ville følge. Enheder såsom 503. tunge kampvognsbataljon fik også taget sig sammen og gik i gang med at grave deres halvt begravede kampvogne ud, så de var klar til kamp samme morgen.
Selv om der faldt bomber på Bourguébus-højderyggen, som ødelagde nogle kanoner, var det meste af det tyske artilleri og panserværnsskyts intakt.
Spærreilden, som angav starten på Operation Atlantic, begyndte kl. 8:15. Det canadiske infanteri og kampvogne krydsede startlinjen klokken 8:35, fem minutter senere trængte britisk infanteri fra 159. infanteribrigade ind i Cuverville. De havde også kontrol over landsbyen og det omkringliggende område kl. 10:30, men patruljer konstaterede, at Demouville var kraftigt forsvaret af tyskerne og yderligere forsøg på at erobre dette andet mål blev forsinket mens infanteriet blev reorganiseret. De forreste eskadroner af 11. panserdivisions 29. panserbrigade passerede uden problemer minefelterne og havde nået Caen-Troarnjernbanen kl. 8:05. Den første fase af spærreilden sluttede kl. 8:30. Brigaden var allerede begyndt at indsamle et stort antal fanger fra 16. Luftwaffedivision, som stadig var chokerede ovenpå bombardementet.
Caen-Troarnjernbanen gav nogle forsinkelser for panserregimenterne. Da artilleriet genoptog beskydningen kl. 8:50, havde kun det forreste panserregiment og en del af det næste passeret jernbanen. Mens modstanden stadig var minimal, og flere fanger blev taget, havde de to panserregimenter problemer med at følge med spærreilden, da de begyndte at bevæge sig udenfor det område, som reserveeskadronerne kunne yde støtte i.
Spærreilden stoppede kl. 9 som planlagt, og 35 minutter senere havde de forreste kampvogne nået jernbanelinjen mellem Caen og Vimont. Brigadens tredje regiment, 23. husarer, reserven havde kun passeret den første jernbanelinje, da de blev involveret i 1½ times kamp med et batteri selvkørende kanoner fra 200. Sturmartillerie-bataljon, som fejlagtigt var blevet identificeret som Tiger-kampvogne.
Mens kampvognene rykkede forbi Cagny kom de under beskydning fra panserværnskanoner mod øst, herunder fra 88 mm flakkanoner i Cagny. I løbet af få minutter blev mindst 12 kampvogne fra 2. Fife and Forfar Yeomanry sat ud af spillet.
Det som var blevet planlagt som et angreb med tre panserdivisioner mod Bourguébus-højderyggen, var nu blevet til en fremrykning uden støtte med to kampvognsbataljoner, som var ude af hinandens synsfelt, mod kraftig tysk beskydning. 2. Fife and Forfar Yeomanry fortsatte deres fremrykning sydpå og blev beskudt fra den tyske hovedkamplinje, mens 3. Royal Tank Regiment var drejet vestpå og udvekslede skud med den tyske garnison i Grentheville inden den omgik landsbyen og rykkede frem langs udkanten af Caen indtil den drejede sydpå mod Bras og Hubert-Folie.
Klokken 11:15 havde de britiske kampvogne nået højderyggen og landsbyerne Bras og Bourguébus. Forsøg på at rykke længere frem blev mødt af kraftig modstand, herunder beskydning bagfra fra modstandslommer, som var blevet omgået. Mens briterne kæmpede på højderyggen gav general Eberbach ordre til et modangreb med panserstyrker, der af historikeren Simon Trew blev beskrevet som "ikke et defensivt træk, men derimod et panserangreb". 1. SS-panzerdivision skulle angribe over højderyggen mens 21. panzerdivision angreb i Cagny-området for at generobre alt det mistede terræn. Tyske kampvogne begyndte at ankomme på højderyggen omkring middag, og britiske kampvognsbesætninger rapporterede snart tyske kampvogne og kanoner overalt. Som svar blev der gennemført raketangreb med Typhoon-jagerbombere mod højderyggen hele eftermiddagen, hvilket forsinkede og forhindrede 1. SS-panzerdivisions modangreb.
De resterende to panserdivisioner var stadig i færd med at overskride floden og minefelterne. Da Guards Armoured Division havde passeret de forreste tyske stillinger, blev den forsinket af beskydning i flanken fra Cagny og Emieville. De brugte hele dagen på at fjerne forsvarerne fra Cagny. Da det var sket, angreb de i retning mod Vimont mod sydøst (som planlagt, men meget senere). Uskadte forsvarere med velforskansede panserværnskanoner stoppede dem og ødelagde 60 kampvogne. I skumringen var kun et panserregiment fra 7. panserdivision i kamp. Hovedparten af divisionen var ikke færdig med at krydse Orne før kl. 22 og kunne ikke bidrage ved angrebet.

### 19. – 20. juli
Tyske kampvogne gennemførte et modangreb sent på eftermiddagen, og kampene fortsatte i det højderne og omkring Hubert-Folie den 19. juli og 20. juli og bragte angrebet til standsning. Den 21. juli begyndte Dempsey at sikre sine gevinster ved at udskifte panserstyrkerne med infanteri.

## Efterspil
Der blev vundet noget terræn i Goodwood idet brohovedet over Orne blev udvidet. På nogle få punkter var briterne trængt 11 km frem, men en stor del af gevinsten var på sydpå langs den britiske front frem for østpå ind i dybden af de tyske stillinger, men Caen var endelig sikret.
Goodwood blev iværksat på et tidspunkt, hvor der var store frustrationer i den allierede overkommando, og det bidrog til den kontrovers, som omgiver operationen. Det allierede brohoved i Normandiet voksede ikke med den planlagte hastighed. Det udgjorde det kun 20 % af det forventede, og det førte til, at det var overfyldt, og der var frygt for at havne i et dødvande. De Allierede kunne ikke udnytte deres fordele i form af mobilitet i juni og begyndelsen af juli. De var på udkig efter et afgørende gennembrud af den tyske front.
En stor del af kontroversen om målet for slaget stammer fra de modstridende meddelelser fra Montgomery. Han skruede målene i Goodwood op, da han talte med pressen på førstedagen og hævdede senere, at det var gjort bevidst for at få tyskerne til at indsætte deres styrker langt væk fra den vestlige ende af slagmarken. Montgomery var notorisk forfængelig og mente ikke, at han var forpligtet til at tale med overordnede, som ikke var til stede på slagmarken. Derfor lod det til, at han ved planlægningen af Goodwood lovede at angrebet ville betyde det gennembrud, som de Allierede søgte, så da det britiske 8. korps ikke brød igennem, følte den amerikanske general Dwight D. Eisenhower ifølge nogle kilder, at han var blevet vildledt.
Mens han gav sine chefer indtryk af at et gennembrud var forestående, nedtonede Montgomery i sine skrevne ordrer til sine underordnede chancen for et gennembrud. Fx indeholdt kopier af ordrer, som blev fremsendt til SHAEF, en ordre om at en panserdivision skulle tage Falaise, en by langt bag de tyske linjer. Tre dage før angrebet reviderede Montgomery imidlertid disse ordrer og fjernede Falaise som mål, men han undlod at sende kopier af disse reviderede ordrer til SHAEF. Dermed blev Eisenhower holdt i uvidenhed om de mere beskedne mål og blev rasende over de senere resultater. Det kom til at ride Montgomery som en mare, da det gav hans mange fjender (især Arthur Tedder) grund til at hævde at operationen var slået fejl.
Taktisk set lykkedes det tyskerne at opfange offensiven, og de holdt stand i mange af deres centrale stillinger (om end de mistede Bourguébus-højderyggen), og de forhindrede et allieret gennembrud. Alligevel var de blevet overrasket over tyngden i angrebet og det indledende luftbombardement. Det var klart, at ethvert forsvarssystem, som var mindre end 8 km i dybden kunne overvældes på en gang ved et sådant angreb, og tyskerne havde kun mulighed for at bemande deres forsvarslinjer i en sådan dybde i området syd for Caen.
Briterne udvidede deres kontrol over et 11 km bredt bælte øst for Caen. Undervejs ødelagde de op imod 100 tyske kampvogne og tog lige over 2000 fanger. Antallet af tyske døde og sårede under slaget kendes ikke.
Den britiske hær mistede i alt 4827 mand, som blev dræbt, såret eller taget til fange. 1. Korps havde tab på 3817 og 8. korps 1020. Panserdivisionerne fik 140 kampvogne ødelagt og yderligere 174 var beskadiget i forskellig grad. 11. panserdivision var den hårdest ramte, og mistede 191 kampvogne. Størrelsen af de britiske tab af kampvogne har været genstand for debat, og nogle historikere sætter antallet af ødelagte britiske kampvogne til 300.  En stor del af de kampvogne, som blev slået ud af kampen kunne repareres, men Guards Division, 11. panserdivision og 7. panserdivision havde mistet 469 kampvogne (8. korps mistede 131 kampvogne den 19. og yderligere 68 den 20.), og disse tab skulle lægges til tabene i 1. britiske og 2. canadiske korps (på grund af manglende registreringer vil disse tal forblive ukendte.) 
Den formentlig største grund til, at Goodwood blev set som en succes, var, at angrebet forstærkede den tyske holdning om, at briterne og canadierne på de Allieredes østlige flanke var den farligste fjende. Det medførte, at tyskerne indsatte deres reserver på den østlige del af fronten, så de amerikanske tropper kun stod overfor halvanden panserdivision sammenlignet med de 6½, som stod overfor briterne og canadierne. Da operation Cobra gennembrød den tynde tyske forsvarslinje mod vest, var der ikke mange mekaniserede tyske enheder til rådighed for et modangreb. Den officielle amerikanske historiker skrev efter krigen, at hvis Goodwood havde skabt et gennembrud "ville Cobra formentlig have været unødvendig".